# Try Me Out
Try Me Out è il terzo singolo estratto dal primo album di Corona, The Rhythm of the Night, pubblicato il 3 luglio 1995. È stato un buon successo nelle discoteche pur non raggiungendo i livelli del singolo d'esordio The Rhythm of the Night e ha raggiunto la sesta posizione della classifica britannica.

## Tracce
CD-Single
1. "Try Me Out" (Lee Marrow Airplay Mix) (3:29)
2. "Try Me Out" (Lee Marrow Eurobeat Mix) (5:10)
3. "Try Me Out" (Alex Party Cool Mix) (5:40)
4. "Try Me Out" (MK Radio Edit) (3:40)

CD-Maxi (August 25, 1995)
1. "Try Me Out" (Lee Marrow Radio Mix) (3:29)
2. "Try Me Out" (Lee Marrow Club Mix) (6:02)
3. "Try Me Out" (Lee Marrow Eurobeat Mix) (5:10)
4. "Try Me Out" (Alex Party Cool Mix) (5:40)
5. "Try Me Out" (MK Vocal Mix) (7:21)
6. "Try Me Out" (Lee Marrow Trouble Mix) (6:05)
7. "Try Me Out" (MK Dub Mix) (7:28)

7"-Maxi
1. "Try Me Out" (Lee Marrow Eurobeat Mix) (5:10)
2. "Try Me Out" (Alex Party Cool Mix) (5:40)
3. "Try Me Out" (Lee Marrow Club Mix) (6:02)
4. "Try Me Out" (Lee Marrow Trouble Mix) (6:05)

## Formazione
- Scritto da Frencesco Bontempi, Giorgio Spagna and Annerley Gordon
- Creata, arrangiata e prodotta da Checco and Soul Train for Lee Marrow productions
- 'Lee Marrow Airplay Mix', 'Lee Marrow Eurobeat Mix', 'Lee Marrow Club Mix' and 'Lee Marrow Trouble Mix' :
  - Remixata da Lee Marrow
  - Suoni: Francesco Alberti at Casablanca Recordings (Italy)
- 'Alex Party Cool Mix' : Remixed by Visnadi with Alex Natale DJ at "77 Studio" Mestre (Venice, Italy)
- 'MK Radio Edit' and 'MK Vocal Mix' : Remix and additional production by Marc Kinchen for MCT

## Classifiche
| Classifica (1995) | Posizione raggiunta |
| ----------------- | ------------------- |
| Italia            | 2                   |
| Regno Unito       | 6                   |
| Europa            | 7                   |
| Irlanda           | 7                   |
| Australia         | 10                  |
| Francia           | 11                  |
| Svezia            | 17                  |
| Austria           | 20                  |
| Svizzera          | 23                  |
| Belgio (Vallonia) | 29                  |
| Nuova Zelanda     | 43                  |
| Belgio (Fiandre)  | 44                  |

| Classifica di fine anno (1995) | Posizione |
| ------------------------------ | --------- |
| Italia                         | 15        |